# Чарноцин (гмина, Пётркувский повет)
Чарноцин (пол. Czarnocin) — сельская гмина (волость) в Польше, входит как административная единица в Пётркувский повет, Лодзинское воеводство. Население — 4104 человека (на 2004 год).

## Сельские округа
1. Бежыводы
2. Бискупя-Воля
3. Буды-Шинчицке
4. Чарноцин
5. Далькув
6. Грабина-Воля
7. Кальска-Воля
8. Жепки
9. Шинчице
10. Тыхув
11. Воля-Кутова
12. Замость
13. Заводзе

## Соседние гмины
1. Гмина Бендкув
2. Гмина Бруйце
3. Гмина Мощеница
4. Гмина Тушин